# Diggy-MO’
Diggy-MO’ (* am 23. März 1978 in Ichikawa, Präfektur Chiba) ist ein japanischer Rapper und Musikproduzent.
Er war Mitglied und MC der Hip-Hop-Gruppe Soul’d Out, der er zwischen 1999 und 2009 sowie von 2010 bis 2014 angehörte. Zudem war er als Solo-Musiker aktiv. Diverse Lieder wurden zur musikalischen Untermalung der Vor- bzw. Abspannsequenzen von Anime-Produktionen verwendet, wie etwa in Bleach und Soul Eater.
Seit 2023 fungiert Diggy-MO' als Songwriter und Produzent der fiktiven Symphonic-Metal-Band Ave Mujica, die zum BanG-Dream!-Medienfranchise gehört.

## Leben und Karriere
Diggy-MO' kam am 23. März 1978 in Ichikawa in der Präfektur Chiba auf die Welt. Er lernte Piano spielen und lernte durch Klassische Musik musikalische Grundlagen. Seit der Mittelschule interessierte er sich für Rapmusik und wurde durch die Hip-Hop-Gruppe The Roots inspiriert, Stücke in englischer Sprache zu schreiben. Zu seinen weiteren musikalischen Einflüssen zählen unter anderem die Fugees, Outkast, Slick Rick, Jay-Z, Missy Elliot, Michael Jackson, Destiny’s Child, die Southern All Stars, M-Flo, Hikaru Utada sowie klassische Komponisten wie Mozart, Liszt, Bach und Tschaikowski. Obwohl er eine musikalische Karriere anstrebte, absolvierte er an der Universität ein Studium in Grafikdesign.
Im Jahr 1999 gründete er gemeinsam mit Shinnosuke und Bro.Hi das Hip-Hop-Trio Soul’d Out, die ab 2001 begann vor allem im Raum Tokio Konzerte zu spielen. Diese löste sich Anfang April des Jahres 2014 auf, nachdem Shinnosuke aus persönlichen Gründen seinen Ausstieg aus der Gruppe angekündigt hatte. Die Gruppe steuerte unter anderem Musik für Animeserien und -filme wie Yakitate!! Japan, JoJo’s Bizarre Adventure A und Chōyaku Hyakunin Isshu: Uta Koi. Mit Soul’d Out produzierte Diggy-MO' sechs Studioalben, vier Remix-Alben, drei Kompilationen sowie mehrere Singles.
Noch während seiner Zeit als Mitglied von Soul’d Out startete Diggy-MO' seine musikalische Solo-Karriere. Er brachte seine Debütsingle als Solomusiker im November des Jahres 2008 auf den Markt. Diese heißt Bakusō Yumeuta und ist in der Vorspannsequenz der Anime-Fernsehserie Soul Eater zu hören. Im Februar des Jahres 2009 folgte die Single Jules/Vega, die auf seinem Debütalbum Diggyism zu finden ist, welches im darauffolgenden Monat in Japan auf den Markt kam. Zwischen 5. Juni und dem 18. Juli gleichen Jahres tourte er durch Japan um für sein Erstlingswerk zu werben. Noch im Oktober folgte die Herausgabe des Live- und Remix-Albums Diggy-MO' Live Tour 2009 "WHO THE Fxxx IS JUVE?" + Remixies. Am 12. Mai 2010 erfolgte die Veröffentlichung der Single Stay Beautiful, dessen gleichnamiges Lied für den musikalischen Abspann des Anime Bleach genutzt wurde. Es folgte die Veröffentlichung seines zweiten Studioalbums Diggyism II im Juli gleichen Jahres.
Am 13. Mai 2015 kam Diggy-MO's drittes Studioalbum The First Night in Japan auf den Markt. Es ist sein erstes Soloalbum seit der Auflösung von Soul’d Out. Sein viertes Album erschien unter dem Titel Bewitched am 8. März 2018. Anfang November 2018 erschien mit DX - 10th Anniversary All This Time 2008–2018 - ein Best-of-Album, welches seine größten Hits zwischen 2008 und 2018 zusammenfasst. Seit 2017 betreibt Diggy-MO' ein Heimstudio.
Neben seinen Tätigkeiten als Solomusiker fungiert Diggy-MO' auch als Musikproduzent und Musikkomponist. Er steuerte zum Beispiel die Komposition und den Liedtext zum Lied Sōgyaran BAM für das Media-Mix-Projekt Hypnosis Mic: Division Rap Battle bei, welches vom fiktiven Charakter Kuko Harai interpretiert wird. Auch schrieb er diverse Lieder für die Boygroup Kis-My-Ft2. Für dessen Mitglied Takashi Nikaido schrieb er das Lied Hagusta. In der japanischen Sprachfassung der filmischen Fortsetzung zu Peter Hase sang Diggy-MO' in das Lied Remember the Name, dessen englischsprachige Originalversion von Fort Minor interpretiert wurde. Für die japanische Version des Disneyfilms Vaiana 2 übersetzte er sämtliche im Film vorkommende Lieder ins Japanische. Seit 2023 fungiert Diggy-MO' als Songwriter für die fiktive Symphonic-Metal-Gruppe Ave Mujica, die dem BanG-Dream!-Medienfranchise angehört.

## Diskografie

### Studioalben
| Jahr | Titel Musiklabel         | Höchstplatzierung, Gesamtwochen, AuszeichnungChartsChartplatzierungen (Jahr, Titel, Musiklabel, Platzierungen, Wochen, Auszeichnungen, Anmerkungen) | Anmerkungen                         |
| Jahr | Titel Musiklabel         | JP | Anmerkungen                         |
| ---- | ------------------------ | --- | ----------------------------------- |
| 2009 | Diggyism SME Japan       | JP21 (7 Wo.)JP | Erstveröffentlichung: 25. März 2009 |
| 2010 | Diggyism II SME Japan    | JP36 (2 Wo.)JP | Erstveröffentlichung: 7. Juli 2010  |
| 2015 | The First Night Do Re Mi | JP26 (2 Wo.)JP | Erstveröffentlichung: 13. Mai 2015  |
| 2018 | Bewitched Do Re Mi       | JP aJP | Erstveröffentlichung: 8. März 2018  |

### Livealben
| Jahr | Titel Musiklabel                                                      | Höchstplatzierung, Gesamtwochen, AuszeichnungChartsChartplatzierungen (Jahr, Titel, Musiklabel, Platzierungen, Wochen, Auszeichnungen, Anmerkungen) | Anmerkungen                           |
| Jahr | Titel Musiklabel                                                      | JP | Anmerkungen                           |
| ---- | --------------------------------------------------------------------- | --- | ------------------------------------- |
| 2009 | Diggy-MO’ Live Tour 2009 “WHO THE Fxxx IS JUVE?” + Remixies SME Japan | JP42 (2 Wo.)JP | Erstveröffentlichung: 7. Oktober 2009 |

### Kompilationen
| Jahr | Titel Musiklabel                                          | Höchstplatzierung, Gesamtwochen, AuszeichnungChartsChartplatzierungen (Jahr, Titel, Musiklabel, Platzierungen, Wochen, Auszeichnungen, Anmerkungen) | Anmerkungen                            |
| Jahr | Titel Musiklabel                                          | JP | Anmerkungen                            |
| ---- | --------------------------------------------------------- | --- | -------------------------------------- |
| 2018 | DX - 10th Anniversary All This Time 2008–2018 SME Records | JP48 (1 Wo.)JP | Erstveröffentlichung: 7. November 2018 |

### Singles
| Jahr | Titel Album                   | Höchstplatzierung, Gesamtwochen, AuszeichnungChartsChartplatzierungen (Jahr, Titel, Album, Platzierungen, Wochen, Auszeichnungen, Anmerkungen) | Anmerkungen                                                 |
| Jahr | Titel Album                   | JP | Anmerkungen                                                 |
| ---- | ----------------------------- | --- | ----------------------------------------------------------- |
| 2008 | Bakusō Yumeuta Diggyism       | JP16 Gold (Digital) · (8 Wo.)JP | Erstveröffentlichung: 16. November 2008 Vorspann Soul Eater |
| 2009 | Jules/Vega Diggyism           | JP17 (3 Wo.)JP | Erstveröffentlichung: 4. Februar 2009                       |
| 2009 | ToMiTaMi ToMiTaMo Diggyism II | JP29 (3 Wo.)JP | Erstveröffentlichung: 5. August 2009                        |
| 2009 | Arcadia Diggyism II           | JP50 (2 Wo.)JP | Erstveröffentlichung: 18. November 2009                     |
| 2010 | Stay Beautiful Diggyism II    | JP29 (3 Wo.)JP | Erstveröffentlichung: 12. Mai 2010 Abspann Bleach           |
| 2014 | Lovin’ Junk The First Night   | JP aJP | Erstveröffentlichung: 5. November 2014                      |